# Pertamina
Pertamina — державна нафтогазова компанія Індонезії. Заснована 1968 року в результаті злиття компаній Pertamin і Permina. Є найбільшим виробником та експортером скрапленого природного газу (LNG, СПГ).